# Zonsverduistering van 28 april 1911

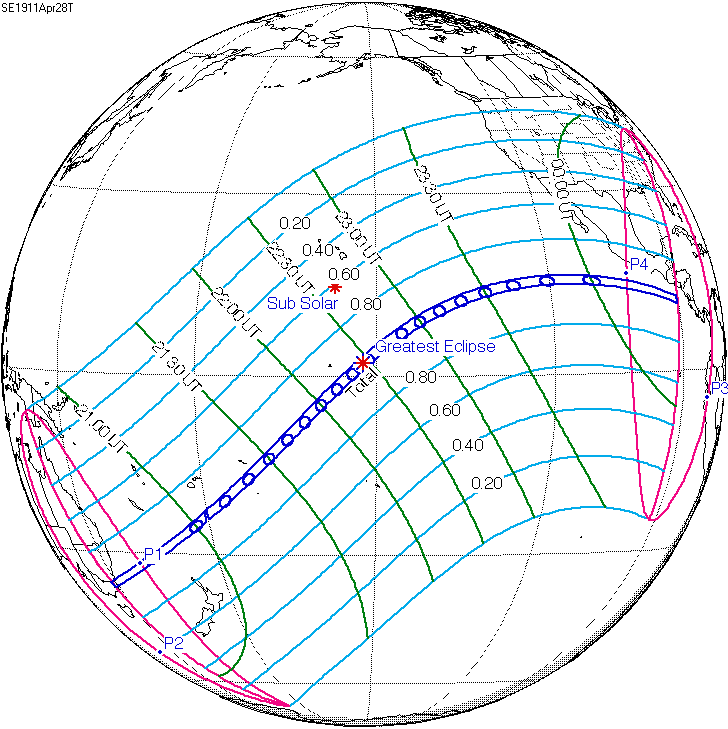
De zonsverduistering was te zien tussen de blauwe lijnen.

De totale zonsverduistering van 28 april 1911 trok nagenoeg alleen over zee, maar was te zien op of in deze tien (ei)landen: Australië, Tofua, Pangai, Fotua, Muitoa, Late, Neiafu, Olosega, Samoa en Roto.

## Lengte

### Maximum
Het punt met maximale totaliteit lag op zee ver van enig land op coördinatenpunt 1.9356° Noord / 151.9221° West en duurde 4m57,3s.

### Limieten
| Fenomeen                    | Code | Tijdstip UTC  |
| --------------------------- | ---- | ------------- |
| Eerste contact bijschaduw   | P1   | 19:48:50.2 UT |
| Eerste contact kernschaduw  | U1   | 20:44:43.1 UT |
| Kernschaduw compleet vanaf  | U2   | 20:46:50.9 UT |
| Bijschaduw compleet vanaf   | P2   | 21:45:22.5 UT |
| Maximum eclips              | GE   | 22:27:10.0 UT |
| Bijschaduw compleet t/m     | P3   | 23:09:13.0 UT |
| Kernschaduw compleet t/m    | U3   | 00:07:33.9 UT |
| Laatste contact kernschaduw | U4   | 00:09:44.8 UT |
| Laatste contact bijschaduw  | P4   | 01:05:30.7 UT |